# 新林区
新林区是中国黑龙江省大兴安岭地区下辖的一个县级区。新林林业局设立于1965年，1981年设立新林区人民政府，和隶属于国家林业局大兴安岭林业集团公司的新林林业局属于政企合一体制。

## 地理
新林区位于黑龙江省西北部、大兴安岭伊勒呼里山东北部。温带季风气候，寒冷湿润，年平均气温为-2.6℃,年平均积温不足1600℃，到目前为止最高气温达到37.9℃，最低气温达到-46.9℃。年降水量为513.9毫米,集中在7-8月份。结冰期长约7个月，结冰一般在9月下旬，终冻在4月中下旬，但受气候影响并不稳定。年均无霜期为90天左右，8月下旬开始出现初霜。全年日照时数为235.7小时，日照百分率为51-56﹪。受伊勒呼里山脉之影响，主导风向为西南风，北部多为山谷风，北部林场季风明显，夏季受太平洋暖风之影响，多为东南风，冬季受西西伯利亚寒流控制，多北风或西北风。

## 行政区划
新林区下辖7个镇：
新林镇、翠岗镇、塔源镇、大乌苏镇、塔尔根镇、碧洲镇、宏图镇和新林林业局。

### 林业区划
新林林业局（驻新林镇）辖8个林场：塔源林场、宏图林场、新林林场、大乌苏林场、碧洲林场、翠岗林场、塔尔根林场、富林林场。

## 人口
根据(黑龙江省)2020年大兴安岭地区第七次全国人口普查主要数据公报显示：新林区常住人口为20362人。

### 人口总量
根据2005年统计，总人口为5.51万人，人口密度为6.34/平方公里。人口自然分布为:塔源5422人；宏图3401人；碧洲4508人；新林镇25495人；大乌苏 5827人；翠岗7890人；塔尔根2602人。

### 人口构成
人口构成性别比为:男性28354人、女性26791人，男女性别比为:105.83。14岁以下9689人，占总人口19.3%。成年人口(15—64周岁)38265人,占76.4%。老年人口(65周岁以上)2129人,占4.3%。学历结构:大专以上1721人,接受高中含中专6550人,初中24282人,小学11072人。

### 民族分布
区内共有15个民族:汉族48554人;占总人口96.9%,满族577人;蒙古族432人;回族326人;壮族11人;鄂伦春族38人;俄罗斯族2人;苗族3人;鄂温克族6人;锡伯族13人;达斡尔48人;朝鲜族67人;藏族2人;土家族8人;哈尼族4人;彝族2人。

## 经济
实施国家天然林资源保护工程之前,主要以林业、采矿业为主。实施后，林木采伐逐渐停止，经济则由林木加工业、食品加工业、旅游业、养殖业等第二、三产业继续推动。但较之前，经济活力明显下降。不过经济体制改革之后，政府实施招商引资，成功引进了一些大型项目来刺激经济。
2004年6月，新林区政府成功引进了一个投资资金达2.1亿元的林木加工项目。这是大兴安岭地区建区以来首次过亿元的招商引资项目。